# Diocesi di Teudali
La diocesi di Teudali (in latino Dioecesis Theudalensis) è una sede soppressa e sede titolare della Chiesa cattolica.

## Storia
Teudali, identificabile con Henchir-Aouam nell'odierna Tunisia, è un'antica sede episcopale della provincia romana dell'Africa Proconsolare, suffraganea dell'arcidiocesi di Cartagine.
Sono tre i vescovi documentati di Teudali. Il cattolico Urbano intervenne alla conferenza di Cartagine del 411, che vide riuniti assieme i vescovi cattolici e donatisti dell'Africa romana; in quell'occasione la sede non aveva vescovi donatisti. Probabilmente si tratta dello stesso Urbano che appare nella lista dei 20 vescovi designati dal concilio di Cartagine del 13 settembre 401 per procedere alla sostituzione di Equizio, vescovo deposto di Ippona Zarito.
Habetdeum venne esiliato dal re vandalo Genserico tra il 445 e il 454, come ricorda Vittore di Vita nella sua storia delle persecuzioni vandale; il suo nome compare nel Martirologio romano alla data del 28 novembre.
Vittore infine prese parte al sinodo riunito a Cartagine dal re vandalo Unerico nel 484, in seguito al quale venne esiliato.
Dal 1933 Teudali è annoverata tra le sedi vescovili titolari della Chiesa cattolica; la sede è vacante dal 21 novembre 2023.

## Cronotassi

### Vescovi residenziali
- Urbano † (prima del 401 ? - dopo il 411)
- Sant'Habetdeum † (menzionato nel 445/454)
- Vittore † (menzionato nel 484)

### Vescovi titolari
- Renato Fontenelle † (25 marzo 1955 - 27 marzo 1957 deceduto)
- Alfred-Joseph Atton † (8 agosto 1957 - 15 gennaio 1964 succeduto vescovo di Langres)
- William Gordon Wheeler † (29 gennaio 1964 - 25 aprile 1966 nominato vescovo di Leeds)
- Gabriel Larraín Valdivieso † (12 settembre 1966 - 1975 dimesso)
- Guillermo Leaden, S.D.B. † (28 maggio 1975 - 14 luglio 2014 deceduto)
- José María Baliña (16 gennaio 2015 - 21 novembre 2023 nominato vescovo di Mar del Plata)